# Asio-Américains
Les Asio-Américains, ou Américains asiatiques (en anglais : Asian American), sont une catégorie du bureau du recensement des États-Unis désignant les Américains des États-Unis originaires d'une partie de l'Asie, à savoir l'Extrême-Orient, l'Asie du Sud-Est et le sous-continent indien. Leur nombre est estimé à 14 674 252 personnes (17 320 856 en y incluant les personnes ayant plusieurs origines), soit 4,8 % de la population totale (ou 5,6 %).
Le terme Asian American fut introduit par des universitaires au début des années 1970, notamment par l'historien Yuji Ichioka, à qui on attribue la popularisation de ce terme. De nos jours, Asian American est le terme accepté dans la plupart des contextes officiels, aux États-unis, qu'il s'agisse des différents niveaux de gouvernement des États-Unis ou des recherches académiques étasuniennes. Le terme est souvent raccourci en Asian dans l'usage courant aux États-Unis. 
Les Asio-Américains sont souvent loués par les conservateurs américains comme étant une « minorité modèle », discrète, travailleuse et bien intégrée, ce qui pourrait aussi être une façon de nier les discriminations aux États-Unis ou encore d’opposer les minorités les unes aux autres. Néanmoins, le stéréotype de la réussite économique des Asio-Américains est contesté par certaines études. Ainsi, l’analyse du Pew Research Center, publiée en 2018, souligne que ce « groupe » présente des inégalités socio-économiques considérables, citant l’exemple des femmes de ménages philippines ou encore des livreurs chinois qui vivent avec moins en moyenne que leurs équivalents hispaniques. 

## Histoire

### Limitation de l'immigration (1862-1965)
Les immigrants chinois sont généralement amenés à effectuer les tâches subalternes les plus pénibles. Manœuvres, ils participaient à la construction des chemins de fer et des ponts, travaillaient dans les mines ou emballaient des cigares. Ils étaient payés moins que les Blancs et devaient acquitter une taxe spéciale, contrairement aux Blancs. Ils vivaient dans des quartiers réservés appelés Chinatown dans chaque ville. Avant la guerre de Sécession, 50 000 Chinois travaillent dans la seule Californie, dont un grand nombre pour les compagnies de chemin de fer.
En 1869, le chemin de fer fut terminé, et des milliers de travailleurs chinois se retrouvèrent brusquement sans-emplois et placés en concurrence avec les Blancs sur le marché du travail, alimentant dès lors un fort sentiment xénophobe. Une partie de la presse contribue également à une campagne visant les Chinois et ces derniers sont les cibles de plusieurs émeutes. Les Chinois n'ayant pas le droit de témoigner devant les tribunaux en Californie, leurs agresseurs bénéficient d'une impunité presque totale. Le 24 octobre 1871, à Los Angeles, des immeubles du quartier chinois sont pillés et 20 de leurs habitants sont abattus par balles ou pendus. Sur les quelque 600 émeutiers, 10 seulement sont inculpés mais furent acquittés par la cour suprême.
En 1868, les Californiens approuvent le traité de Burlingame entre les États-Unis et la Chine, qui accepte de mettre fin au contrôle sur l'émigration de ses ressortissants. Avec la crise économique de 1873, les sentiments anti-immigrants se renforcèrent à nouveau et les partis républicain et démocrate intégrèrent à leurs programmes électoraux des mesures anti-chinoises. Lors du référendum de 1879, les électeurs de l'État californien votent contre la présence d'immigrants chinois, ce qui prépare le terrain à la Loi d'exclusion des Chinois de 1882. Une telle contradiction apparente se retrouve chez Dennis Kearney, qui en tant que membre de la Pickhandle Brigade aida la police et le Comité de sûreté publique de William Tell Coleman à réprimer les émeutes xénophobes anti-coolies en juillet 1877. Cependant, en tant que secrétaire du Workingman's Party à partir d'août 1877, Kearney milita pour des lois restreignant l'immigration chinoise.
Dans les mines du Nevada, les ouvriers chinois sont chassés de leurs emplois dès la fin de la guerre. Lors d'un incident de ce genre, à French Corral, toutes les cabanes des Chinois furent incendiées et nombre de leurs habitants battus. L'instigateur de l'émeute est condamné à une simple amende. En septembre 1885, des miliciens envahirent les mines de charbon à Rock Springs (Wyoming) pour en expulser les travailleurs chinois ; 22 furent tués et une cinquantaine de maisons incendiées.
Les femmes, peu nombreuses (7,1 % de la population chinoise selon un recensement de 1870), ne sont pas autorisées à travailler dans les cuisines ou au comptoir des bars et des restaurants, ni même à faire le ménage des bureaux de la mine. Elles sont souvent alors contraintes à la prostitution. En outre, elles y sont parfois obligées par leurs maitres blancs, l'esclavage des Chinois n'étant pas rare en Californie.

## Démographie
| Année | Population | Population | Groupes recensés                                                                            |
| Année | Nombre     | %          | Groupes recensés                                                                            |
| ----- | ---------- | ---------- | ------------------------------------------------------------------------------------------- |
| 1860  | 34 933     | 0,1        | Chinois en Californie                                                                       |
| 1870  | 63 254     | 0,2        | Chinois et Japonais                                                                         |
| 1880  | 105 613    | 0,2        | Chinois et Japonais                                                                         |
| 1890  | 109 527    | 0,2        | Chinois et Japonais                                                                         |
| 1900  | 114 189    | 0,2        | Chinois et Japonais                                                                         |
| 1910  | 146 863    | 0,2        | Chinois, Japonais, Hindous, Coréens, Philippins, Maoris                                     |
| 1920  | 182 137    | 0,2        | Chinois, Japonais, Hindous, Coréens, Philippins, Hawaïens, Maoris, Malais, Siamois, Samoans |
| 1930  | 264 766    | 0,2        | Chinois, Japonais, Hindous, Coréens, Philippins, Hawaïens, Maoris, Malais, Siamois, Samoans |
| 1940  | 254 918    | 0,2        | Chinois, Japonais, Hindous, Coréens, Philippins, autres Asiatiques, Polynésiens             |
| 1950  | 321 033    | 0,2        | Chinois, Japonais, Philippins                                                               |
| 1960  | 980 337    | 0,5        | Chinois, Japonais, Philippins, Hawaïens                                                     |
| 1970  | 1 538 721  | 0,8        | Chinois, Japonais, Philippins, Hawaïens, Coréens                                            |
| 1980  | 3 500 439  | 1,5        | Asiatiques et Océaniens                                                                     |
| 1990  | 6 908 638  | 2,9        | Asiatiques et Océaniens                                                                     |
| 2000  | 10 242 998 | 3,6        | Asiatiques                                                                                  |
| 2010  | 14 674 252 | 4,8        | Asiatiques                                                                                  |

### Principaux groupes asio-américains
| Groupe                | Nombre    | % de la population asio-américaine |
| --------------------- | --------- | ---------------------------------- |
| Sino-Américains       | 4 010 114 | 23,15                              |
| Philippino-Américains | 3 416 840 | 19,73                              |
| Indo-Américains       | 3 183 063 | 18,38                              |
| Viêtnamo-Américains   | 1 737 433 | 10,03                              |
| Coréano-Américains    | 1 706 822 | 9,85                               |
| Nippo-Américains      | 1 304 286 | 7,53                               |
| Khméro-Américains     | 276 667   | 1,60                               |
| Hmongo-Américains     | 260 073   | 1,50                               |
| Thaïlando-Américains  | 237 583   | 1,37                               |
| Lao-Américains        | 232 130   | 1,34                               |
| Autres                | 955 845   | 5,52                               |

### Religions
Selon le Pew Research Center, les Asio-Américains sont à 17 % catholiques, à 16 % hindouistes, à 11 % protestants évangélistes, à 6 % bouddhistes, à 6 % musulmans et à 5 % protestants traditionnels. 31 % d'entre eux ne déclarent pas de religion.

## Représentation politique

### Niveau fédéral
Le républicain Dalip Saund (en), né en Inde et arrivé aux États-Unis pour étudier, est le premier Asio-Américain à siéger au Congrès à la suite de son élection en 1956 à la Chambre des représentants pour représenter la Californie. Le républicain Hiram Fong est le premier Asio-Américain à être élu au Sénat en 1959 à la suite de l'admission d'Hawaï en tant qu'État. Il est également le premier Asio-Américain à se porter candidat à une primaire présidentielle du Parti républicain en 1964.
En 1965, Patsy Mink devient la première femme non blanche à siéger au Congrès à la suite de son élection à la Chambre des représentants pour representer Hawaï . En 1972, elle devient la première personne asio-américaine à se porte candidate à une primaire présidentielle pour le Parti démocrate. La démocrate Mazie Hirono devient elle en 2012 la première Asio-Américaine élue au Sénat et représente le même État.. 

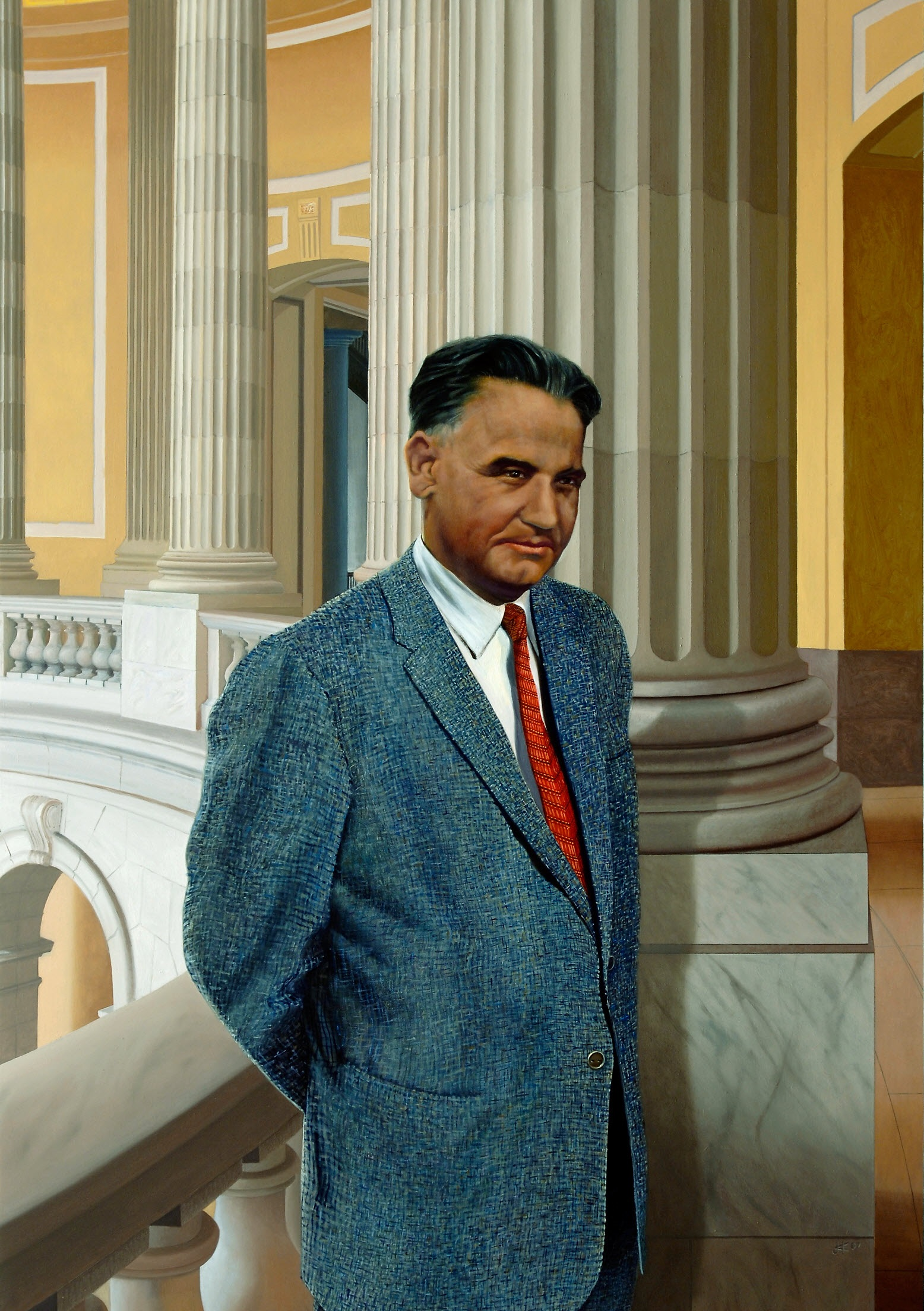
Dalip Saund (en).
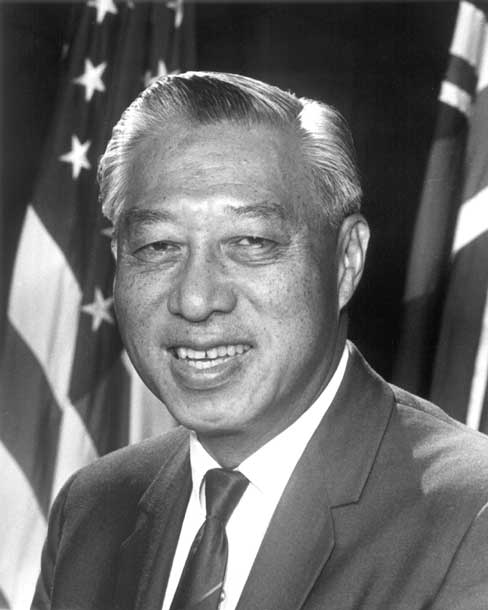
Hiram Fong.
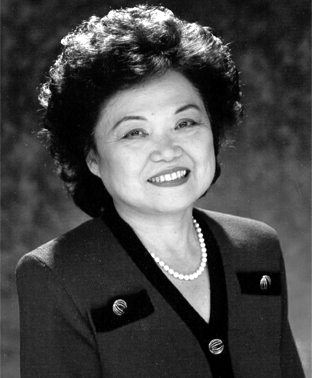
Patsy Mink.
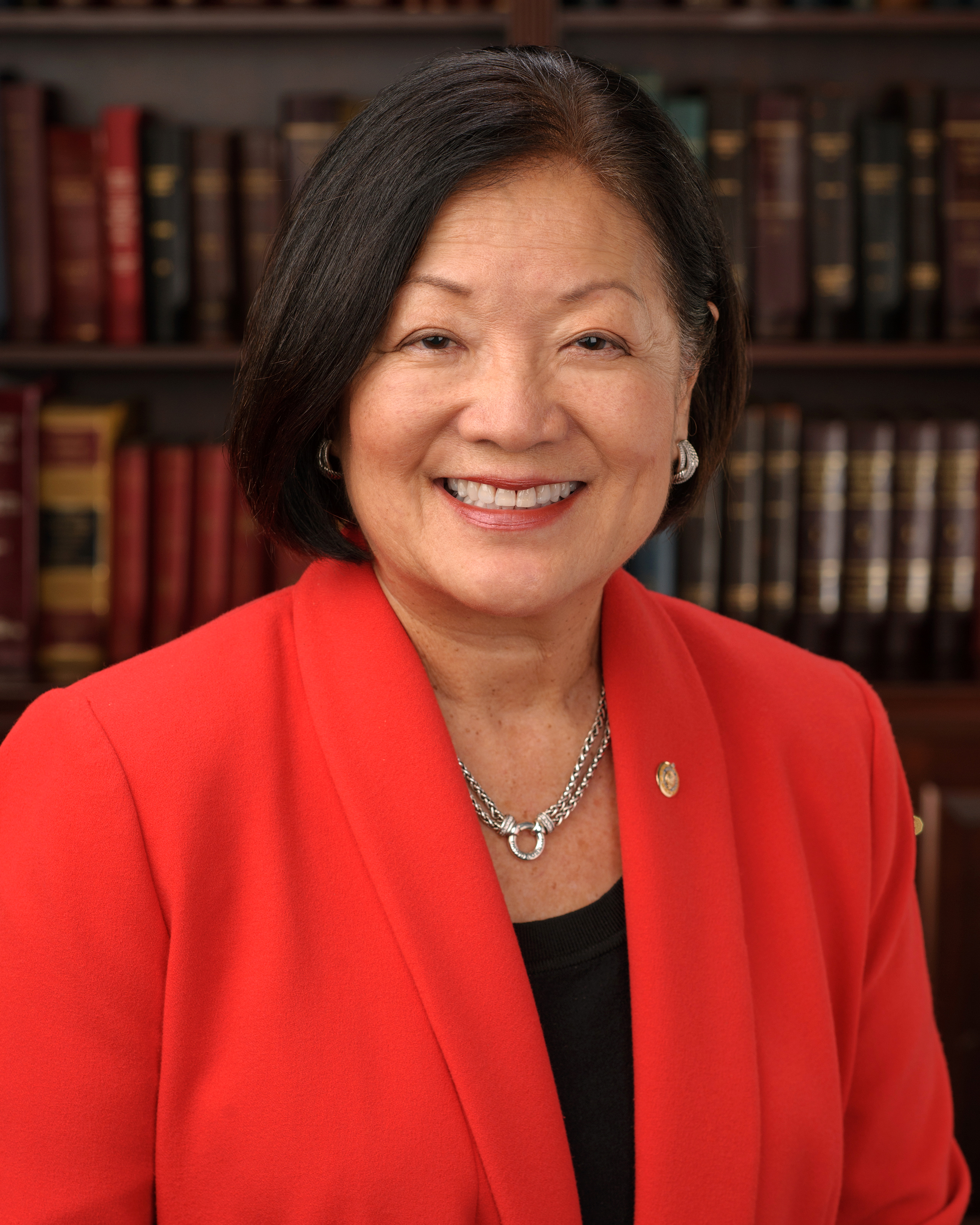
Mazie Hirono.

### Niveau local
En 1974, George Ariyoshi devient le premier Asio-Américain à accéder à un poste de gouverneur, en l'occurrence à Hawaï.  

## Racisme
On observe une recrudescence du racisme visant les Asiatiques à partir de 2020 dans un contexte de pandémie de Covid-19 alors que le président Donald Trump lui-même ne cesse de mettre en cause un « virus chinois ». Les autorités recensent 3 750 plaintes pour actes discriminatoires et 500 violences graves sur la voie publique en 2020.
Ces épisodes de violence culminent avec la fusillade du 16 mars 2021 à Atlanta au cours de laquelle un homme tue huit personnes dans des salons de massage asiatiques.